# Dobry papież
Dobry papież (wł. Il papa buono) – włoski telewizyjny film biograficzno-historyczny z 2003 roku w reżyserii Ricky’ego Tognazziego. Obraz poświęcony jest życiu i dokonaniom papieża Jana XXIII.
Polska premiera filmu miała miejsce 20 grudnia 2004 roku na antenie TVP, zaś światowa odbyła się w Watykanie 22 stycznia 2003 roku (był tam emitowany pod tytułem Pope John XXIII: The Good Pope).

## Obsada
- Bob Hoskins jako papież Jan XXIII
- Olek Mincer jako on sam
- Carlo Cecchi jako kardynał Mattia Carcano
- John Light jako młody Mattia Carcano
- Mario Erpichini jako młody Angelo Roncalli
- Remo Remotti jako kard. Alfredo Ottaviani
- Roberto Citran jako prałat Loris Capovilla

## Produkcja
Zdjęcia kręcono m.in. w Rzymie, Watykanie, Casercie, Monte Cassino i Bergamo.